# 아랑전설
《아랑전설》은 SNK가 개발한 대전 격투 게임 시리즈이다. 이름난 싸움꾼들이 난무하는 도시 플로리다주에서 펼쳐지는 테리 보가드의 복수극 및 그 주변인물들의 이야기를 그렸다. 1989년에 제작했던 〈스트리트 스마트〉에 이어 SNK가 본격적으로 개발한 격투 게임으로, 자사가 막 출시한 아케이드 플랫폼 네오지오의 성능을 한껏 선보여 출시 직후 SNK를 대표하는 간판격 게임 시리즈로 입지를 굳혔다. 서양 지역에선 《페이탈 퓨리》라는 제목으로 발매됐다.
1991년에 발매된 《아랑전설: 숙명의 싸움》부터 1999년의 《아랑 마크 오브 더 울브스》까지 총 10개 가량의 작품 및 외전으로 구성돼있다. 주인공 테리 보가드를 비롯한 아랑전설의 주요인물들은 이후 SNK의 크로스오버 격투 게임 시리즈 《더 킹 오브 파이터즈》에도 출연했다.

## 발매 목록
| 발매 제목                                          | 플랫폼             | 발매일           | 이식 |
| -------------------------------------------------- | ------------------ | ---------------- | --- |
| 《아랑전설: 숙명의 싸움》                          | 네오지오           | 1991년 11월 25일 | 네오지오 (MVS, NGH) 네오지오 CD, 메가 드라이브, 샤프 X68000, 슈퍼 패미컴, 플레이스테이션 2, 버추어 콘솔, PSN, 플레이스테이션 4                                |
| 《아랑전설 2: 새로운 싸움》                        | 네오지오           | 1992년 12월 10일 | 네오지오 (MVS, NGH) 네오지오 CD, PC 엔진, 메가 드라이브, 슈퍼 패미컴, 게임보이, 샤프 X68000, 플레이스테이션 2, 버추얼 콘솔                                    |
| 《아랑전설 스페셜》                                | 네오지오           | 1993년 9월 16일  | 네오지오 (MVS, NGH), FM 타운스, 게임기어, 네오지오 CD, 메가 CD, 슈퍼 패미컴, PC 엔진 CD, 플레이스테이션 2, 버추얼 콘솔, 샤프 X68000, XBLA, iOS, 닌텐도 스위치 |
| 《아랑전설 3: 아득한 싸움》                        | 네오지오           | 1995년 3월 27일  | 네오지오 (MVS, NGH), 네오지오 CD, 세가 새턴, 윈도우 95, 플레이스테이션 2, 버추얼 콘솔                                                                         |
| 《리얼 바웃 아랑전설》                             | 네오지오           | 1995년 12월 20일 | 네오지오 (MVS, NGH), 네오지오 CD, 세가 새턴, 플레이스테이션, 플레이스테이션 2, PSN, 버추얼 콘솔, 플레이스테이션 4                                             |
| 《리얼 바웃 아랑전설 스페셜》                      | 네오지오           | 1997년 1월 21일  | 네오지오 (MVS, NGH), 네오지오 CD, 세가 새턴, 플레이스테이션, 게임보이, 플레이스테이션 2, PSN, 버추얼 콘솔, 플레이스테이션 4                                   |
| 《리얼 바웃 아랑전설 2》                           | 네오지오           | 1998년 3월 20일  | 네오지오 (MVS, NGH), 네오지오 CD, 네오지오 포켓 컬러, 플레이스테이션 2, 버추얼 콘솔, 플레이스테이션 4                                                         |
| 《리얼 바웃 아랑전설 스페셜: 도미네이티드 마인드》 | 플레이스테이션     | 1998년 6월 25일  | PSN |
| 《아랑전설: 와일드 앰비션》                        | 하이퍼 네오지오 64 | 1999년 1월 28일  | 플레이스테이션, PSN |
| 《아랑전설: 퍼스트 컨택트》                        | 네오지오 포켓 컬러 | 1999년 4월 30일  | - |
| 《가로우: 마크 오브 더 울브스》                    | 네오지오           | 1999년 11월 11일 | 네오지오 (MVS, NGH), 드림캐스트, 플레이스테이션 2, XBLA, iOS, 플레이스테이션 4, 플레이스테이션 비타                                                           |
| 《아랑전설 시티 오브 더 울브스》                   | 네오지오           | 2025년 4월 24일  | - |

## 개발
《아랑전설》 시리즈 초기에는 캡콤의 1987년 격투 게임 《스트리트 파이터》를 기획한 니시야마 타카시와 마츠모토 히로시가 프로듀서를 담당했다.

## 참조

### 내용주
1. ↑  일본어: 餓狼傳說
2. ↑  영어: Fatal Fury